# محاري سبيبي
محاري سبيبي (الاسم العلمي: Pleurotus caespitosus) هو نوع من الفطريات يتبع جنس المحاري من فصيلة المحارية.